# Elatostema colaniae
Elatostema colaniae är en nässelväxtart som beskrevs av François Gagnepain. Elatostema colaniae ingår i släktet Elatostema och familjen nässelväxter. Inga underarter finns listade i Catalogue of Life.